# Johannes Vianneykerk (Deventer)

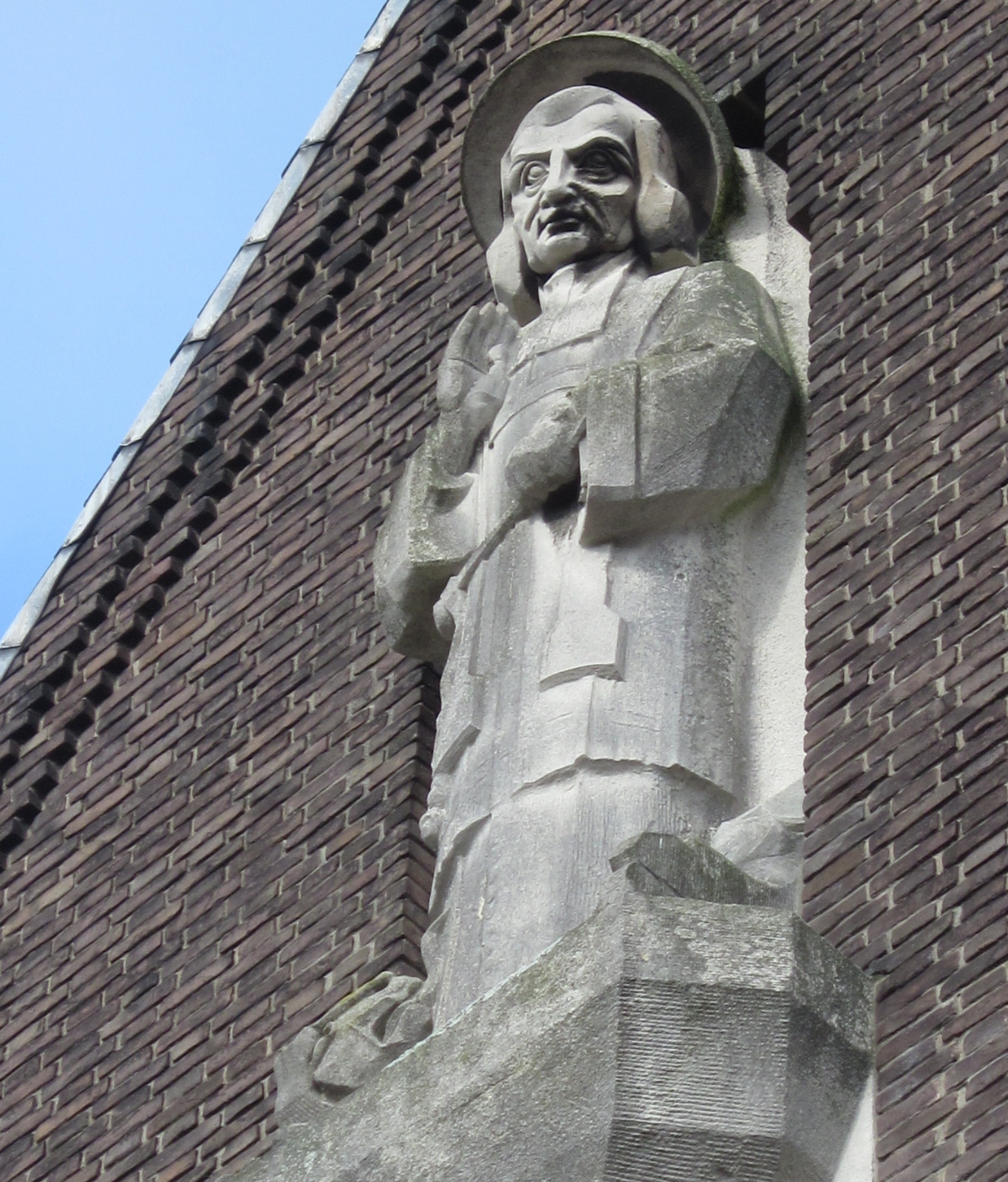
Beeld van Vianney aan de kerkgevel

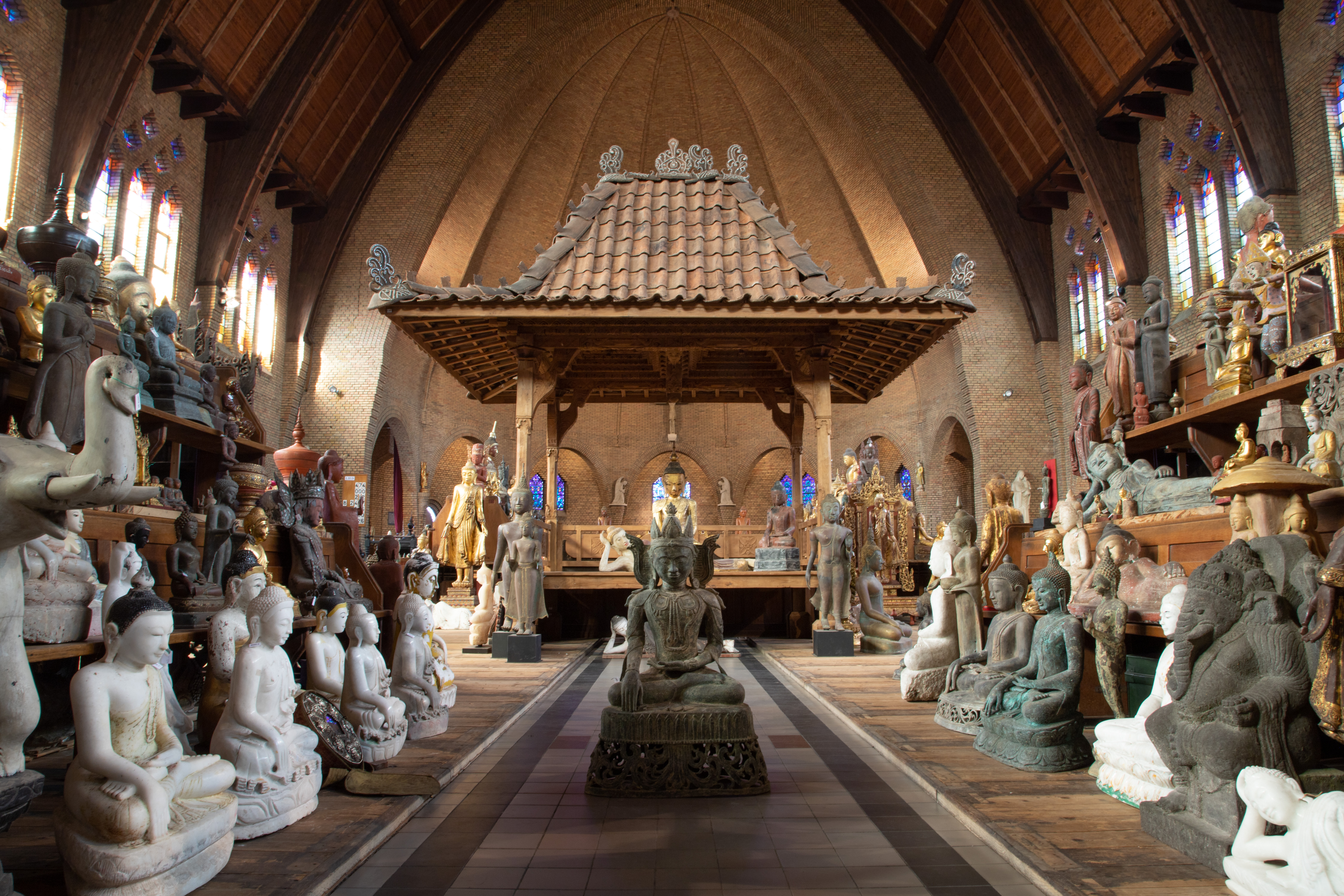
Interieur in 2023

De Johannes Vianneykerk is een kerkgebouw in de Nederlandse stad Deventer. Het is gelegen aan de Rielerweg aldaar en vernoemd naar de in 1925 heilig verklaarde Johannes Maria Vianney, de beschermheilige van alle parochiepriesters ter wereld. Tot 2014 was het in gebruik bij de gelijknamige rooms-katholieke parochie.

## Ontwerp
De kerk dateert van 1929 en werd in 1999 opgenomen in het register van rijksmonumenten. Het ontwerp is van de lokale architect Martin A. Roebbers, die de bouwvorm van de basiliek heeft gehanteerd. De kerk heeft drie beuken onder een zadeldak met dakruiter. Het altaar is relatief ondiep. Voor het sobere expressionistische ontwerp in schoon metselwerk werd veel gebruikgemaakt van de meetkundige figuur de parabool.
De kerk is gebouwd op de plek waar zich de Kolk van Zandvoort bevond, die ooit was ontstaan bij een dijkdoorbraak van de Gelderse IJssel. Na demping van de kolk werden in verband met de venige ondergrond tweehonderd betonnen heipalen geslagen om het gebouw te funderen. Oorspronkelijk zou naast de kerk een toren worden gebouwd; door de crisis van de dertiger jaren is dit niet doorgegaan.
In het interieur van de kerk is een realistisch uitgevoerde kruiswegstatie opgesteld. De veertien schilderijen zijn vervaardigd door een anonieme kunstenaar. Hoog aan de voorgevel bevindt zich een natuurstenen beeld van de schutspatroon.

## Sluiting
De nieuw gevormde fusieparochie voor Deventer en omstreken kreeg eind 2013 opdracht van het bisdom de kerk, samen met vier andere, te sluiten. Dit was noodzakelijk geworden door de terugloop van het aantal leden en de verminderde deelname van parochianen aan het kerkelijk leven. Op 2 februari 2014 werd de laatste reguliere viering in de kerk gehouden. Op zondag 29 juni 2014 werd ter gelegenheid van de sluiting een allerlaatste Heilige Mis opgedragen. Het kerkgebouw is door de bisschop officieel aan de eredienst onttrokken. Bij de zoektocht naar mogelijkheden voor herbestemming schakelde het bestuur van de parochie naast deskundigen ook studenten van hogeschool Saxion in.

## Herbestemming
In 2016 is de Vianneykerk het eigendom geworden van Peter Vredeveld, een handelaar in Boeddhabeelden en Aziatische kunst. Het bestemmingsplan is zo aangepast dat een kunstgalerie in de kerk mogelijk werd. Met respect voor de monumentale waarde van het gebouw werd er een galerie voor Aziatische kunst in gevestigd. Waar voorheen rooms-katholieke heiligen de sfeer bepaalden zijn dat nu voornamelijk de Boeddhabeelden.